# Idegenforgalmi földrajz
Idegenforgalmi földrajz vagy turizmusföldrajz a felsőfokú oktatásban létező, a legújabb tudományos eredményeket ötvöző tan, amely  a turizmus által érintett világ értékeinek a megismertetésével foglalkozik. Az idegenforgalmi földrajz az idegenforgalmi lehetőségek, adottságok és a fogadóképesség  szempontjából azt a környezetet vizsgálja, amelyben a turizmus folyamata lejátszódhat.

## Mi a turizmusföldrajz?
Az idegenforgalmi földrajz tárgyát képező környezet  vizsgálatának szükségessége magából a turisztikai folyamatból fakad, amelynek a környezetváltoztatás az alapfeltétele. Tartalma speciális áruk, szolgáltatások köre és a környezet nyújtása illetve igénybevétele. A folyamatban a szolgáltatások köre és a környezet egymást feltételezik, az egyik a másikhoz kötött nemcsak térben és időben, hanem a turisztikai piacon megjelenő árakban is.
Példa:
A magashegységi turizmus szolgáltatásainak körét az alap illetve általános szolgáltatások mellett, olyan természeti környezet szabja meg, amely lehetőséget nyújt a hegymászásra, a téli sportokra a speciális természeti látványosságok megtekintésére, a klimatikus gyógytényezők igénybevételére. stb... Az itt megjelenő turisták a pormentes, tiszta levegőért, az alpesi napsütésért, a szállodai szoba ablakából feltáruló látványért, az idegnyugtató színek széles skálájáért vagy a  csendért  a számlában  külön feltüntetett díjat nem fizetnek, de az alap és speciális szolgáltatások (sőt az esetleges áruvásárlás során:emléktárgy) is effektív árképző tényezőként jelentkezik az adott környezet. 
Az idegenforgalmi földrajz tárgya a környezet vizsgálata. Ezzel a turizmus jelenségeinek megismeréséhez és az idegenforgalmi folyamatok törvényszerűségeinek feltárásához nyújt segítséget.

## Fajtái
Több fajta turizmusföldrajz létezik. A két legjelentősebb:
- a problémaorientált
- és a narratív

Mindkettő fajta között lehetnek, néha pedig szűkségszerűek az átfedések. A felsőoktatás megköveteli az oktatóktól, tanároktól, hogy a legújabb tudományos eredmények figyelembevételével készítsék el a hallgatóík részére szóló tankönyveket. A 21. században a piac, pontosabban a tankönyvpiac sajátosságai jelentik azt a vezérlőelvet, amelyre tekintettel kell lenni.